# Einar Englund
Sven Einar Englund (født 17 juni 1916 i Gotland, Sverige, død 27 juni 1999 Visby, Sverige) var en svensk/finsk komponist.
Englund tog til Helsingfors i Finland som 17-årig og studerede på Sibelius-Akadamiet hos Selim Palmgren. Studerede senere i USA hos Aaron Copland.
Han var efter Jean Sibelius en af de vigtige symfonikere i Finland, og han skrev hele syv symfonier, ligesom Sibelius selv.
Han skrev også kammermusik, balletter og filmmusik.

## Udvalgte værker
- Symfoni nr. 1 "Krigssymfoni" (1946) - for orkester
- Symfoni nr. 2 "Solsorten" (1948) - for orkester
- Symfoni nr. 3 "Barbarossa" (1971) - for orkester
- Symfoni nr. 4 "Nostalgi" (1976) - for strygeorkester og slagtøj
- Symfoni nr. 5 "Finsk" (1977) - for orkester
- Symfoni nr. 6 "Aforismer" (1984) - for kor og orkester
- Symfoni nr. 7 (1988) - for orkester

## Eksterne kilder og henvisninger
- Om Einar Englund Arkiveret 7. april 2014 hos  Wayback Machine (musikforlaget Fennica Gehrman).
- Fimic.fi Arkiveret 2. februar 2014 hos  Wayback Machine Biografi, kompositionsliste mm.

1. ↑  Navnet er anført på bokmål og stammer fra Wikidata hvor navnet endnu ikke findes på dansk.